# Gryllacris buhleri
Gryllacris buhleri är en insektsart som beskrevs av Willemse, C. 1953. Gryllacris buhleri ingår i släktet Gryllacris och familjen Gryllacrididae. Inga underarter finns listade i Catalogue of Life.